# Sebastián Lelio
Sebastián Lelio (ur. 8 marca 1974 w Mendozie) – chilijski reżyser, scenarzysta, montażysta i producent filmowy.
Znany z przenikliwych portretów kobiecych w swoich filmach. Jego Fantastyczna kobieta (2017) to pierwszy chilijski film nagrodzony Oscarem dla najlepszego filmu nieanglojęzycznego.

## Życiorys

### Dzieciństwo i młodość
Urodził się w mieście Mendoza w Argentynie. Ojciec, z pochodzenia Argentyńczyk, był architektem, a matka Valeria - pochodzącą z Chile nauczycielką tańca baletowego. Gdy Sebastián miał dwa lata, jego rodzice rozstali się, a dziecko zostało przy matce, która przeprowadziła się do Viña del Mar w Chile. Z powodu pracy ojczyma (był inżynierem pracującym dla chilijskiej marynarki) rodzina prowadziła życie koczownicze i często przenosiła się z miejsca na miejsce - poza Viña del Mar młody Sebastián mieszkał również w Concepción, Yungay oraz przez rok w USA.
Po roku na studiach dziennikarskich na Universidad Andrés Bello, Lelio przeniósł się na studia reżyserskie w Escuela de Cine de Chile w Santiago. Karierę rozpoczął od filmów krótkometrażowych, dokumentalnych, seriali TV oraz teledysków.

### Pierwsze filmy
Jego fabularnym debiutem była Święta rodzina (2005), zaprezentowana na MFF w San Sebastián. Ta opowieść o ojcu rodziny zaintrygowanym dziewczyną swojego syna została nakręcona w ciągu trzech dni, a zmontowana przez niemal rok. Po sukcesie filmu reżyser z niewyjaśnionych przez siebie powodów zmienił swoje nazwisko z Sebastián Campos (nazwisko ojczyma) na Lelio (nazwisko ojca).
Drugi film Lelio, Narodzenie (2009), poświęcony był wyalienowanym nastolatkom i miał swoją premierę w sekcji Quinzaine des Realisateurs na 62. MFF w Cannes. Rok tygrysa (2011), zaprezentowany na MFF w Locarno, ukazywał więźnia, który dokonuje ucieczki podczas trzęsienia ziemi w Chile z 2010.

### Trylogia kobieca
Trzy pierwsze fabuły Lelio były smutne i ponure. Zmianę tonacji przyniosła Gloria (2013), która opowiadała o dojrzałej kobiecie, pozostającej wciąż młodą duchem i otwartą na nowe wyzwania, jakie przynosi jej życie. Film startował w konkursie głównym na 63. MFF w Berlinie, gdzie kreację głównej aktorki Pauliny Garcíi nagrodzono Srebrnym Niedźwiedziem.
Fantastyczna kobieta (2017) była jak dotąd największym sukcesem reżysera. Historia transseksualnej kobiety zamkniętej w ciele mężczyzny z wybitną kreacją Danieli Vegi przyniosła mu m.in. Srebrnego Niedźwiedzia za najlepszy scenariusz na 67. MFF w Berlinie oraz Oscara dla najlepszego filmu nieanglojęzycznego, pierwszego w historii dla Chile.
Kolejne filmy Lelio powstały już w języku angielskim. Nieposłuszne (2017) z Rachel Weisz i Rachel McAdams w rolach głównych to opowieść o lesbijskim romansie, rozgrywającym się w środowisku ortodoksyjnych Żydów z Londynu. Film uznaje się za trzecią część trylogii kobiecej, na którą złożyły się wcześniejsze Gloria i Fantastyczna kobieta.
Gloria Bell (2018) była z kolei anglojęzycznym remakiem Glorii (2013), tym razem z Julianne Moore w tytułowej roli.

## Filmografia

### Reżyser

#### Filmy fabularne
- 2005: Święta rodzina (La sagrada familia)
- 2009: Narodzenie (Navidad)
- 2011: Rok tygrysa (El año del tigre)
- 2013: Gloria
- 2017: Fantastyczna kobieta (Una mujer fantástica)
- 2017: Nieposłuszne (Disobedience)
- 2018: Gloria Bell
- 2022: Osobliwość (The Wonder)

#### Filmy krótkometrażowe
- 1995: 4
- 1996: Cuatro
- 2000: Smog
- 2002: Fragmentos urbanos - segment
- 2002: Ciudad de maravillas
- 2003: Carga vital[5][6]